# José María Díaz Ordaz
José María Díaz Ordaz Leyva (Oaxaca, Oaxaca, 14 de enero de 1822 - Ixtlán, 25 de marzo de 1860) fue un político y militar mexicano. 

## Biografía
Desde pequeño, se afilió al movimiento liberal y luchó defendiendo la invasión de su estado contra José María Cobos. En 1853 organizó un batallón de la Guardia Nacional. Después de que el gobernador de Oaxaca, Benito Juárez, dejara la gubernatura tras ser designado como secretario de gobernación por el presidente Ignacio Comonfort, el Congreso del Estado designó como gobernador interino a Díaz Ordaz, y desconoció el Plan de Tacubaya. 
Durante la Guerra de Reforma, en 1859, organizó tropas liberales para atacar a los hermanos Cobos, logrando recuperar la ciudad de Oaxaca. Ganó las elecciones para gobernador de 1860, y fue llamado por Juárez para incorporarse al ejército republicano, a fin de impedir la penetración de las fuerzas de Miguel Miramón a Veracruz, en donde estaba refugiado el gobierno liberal; solicitó Licencia de la Legislatura, pero los diputados lo depusieron como comandante de la brigada y Gobernador; al retornar a Oaxaca, no se le regresó el puesto al que constitucionalmente había sido electo, aunque gracias a Juárez fue restituido. El 24 de enero de 1860 dio el golpe definitivo a las fuerzas conservadoras; combinados los esfuerzos de todos los contingentes liberales se libró la batalla en Santo Domingo del Valle (hoy Villa Díaz Ordaz), derrotando definitivamente. El 31 de octubre de 1860 fue declarado Benemérito de Oaxaca.
Fue sepultado en el templo de Ixtlán y después de algún tiempo el gobierno acordó traer a Oaxaca los restos para conducirlos al Panteón Municipal. Es el bisabuelo de Gustavo Díaz Ordaz, Presidente de México entre 1964 y 1970
- Datos: Q5942862